# Nicodème (Disney)
Pour les articles homonymes, voir Nicodème.
Nicodème est le nom français de l'ours Humphrey, personnage de dessins animés des studios Disney apparu pour la première fois en 1950 dans Le petit oiseau va sortir face à Dingo. C'est un ours paresseux et particulièrement gourmand.
Mais c'est surtout en opposition au garde forestier, le gardien Lanature (J. Audubon Woodlore), à Donald Duck et à Grand-Mère Donald (dans les bandes dessinées) qu'il fera ensuite carrière.
À partir de 1956, le studio lance une série Nicodème (Humphrey) mais qui ne comprendra que deux courts métrages.
Il ne faut pas le confondre avec Boniface, l'ours de Mélodie du Sud (1946).

## Apparition

### Filmographie
- Le petit oiseau va sortir (Hold That Pose, 1950), face à Dingo
- Donald et l'Ours (Rugged Bear, 1953), face à Donald
- Donald visite le parc de Brownstone (Grin and Bear it, 1954), face à Donald
- Un sommeil d'ours (Bearly Asleep, 1955), face à Donald
- Donald et les Abeilles (Beezy Bear, 1955), face à Donald
- The Mickey Mouse Club (1955)
- Humphrey va à la pêche (Hooked Bear, 1956) série Nicodème
- Dans le sac (In the Bag, 1956) série Nicodème
- This is Your Life, Donald Duck TV Épisode de l'émission Le Monde merveilleux de Disney (The Wonderful World of Disney) (1960)
- Tic et Tac, les rangers du risque (Chip 'n Dale Rescue Rangers) épisode Qui veut la peau de l'ours du camping ? (Bearing Up Baby) (1989) (série télévisée)
- La Bande à Dingo (Goof Troop) épisode Les joies du camping  (You Camp Take It With You) (1992)
- Mickey Mania (1999) (série télévisée)
- Disney's tous en boîte (Disney's House of Mouse, 2001), trois épisodes (série télévisée)
- Mickey, la magie de Noël (Mickey's Magical Christmas: Snowed in at the House of Mouse, 2001)
- Mickey, le club des méchants (Mickey's House of Villains, 2002)
- La Maison de Mickey (Mickey Mouse Clubhouse) épisode La fête foraine de Clarabelle (Clarabelle's Clubhouse Carnival) (2008) (série télévisée)
- La Boutique de Minnie (Minnie's Bow-Toons) (2011) (série télévisée)
- Mickey Mouse Épisodes La Chanson d'anniversaire (The Birthday Song) et Le Printemps (Springtime) (2013) (série télévisée)
- La Légende des Trois Caballeros (Legend of the Three Caballeros) (2018) (série télévisée)
- Ralph 2.0 (Ralph Breaks the Internet)[2] (2018)

### Bandes Dessinées
D'après la base INDUCK, Nicodème figure dans 62 histoires différentes, dont 37 ont été publiées en France (en 2020).